# Mary’s Land. Ziemia Maryi
Mary’s Land. Ziemia Maryi (hiszp. Tierra de María) − hiszpański film dokumentalny o tematyce religijnej z 2013 roku w reżyserii Juana Manuela Cotelo.

## Fabuła
Film łączy elementy faktu i fikcji. Diabelski Agent M.J. otrzymuje misję odnalezienia kobiety, która wywiera ogromny wpływ na świat, kobiety, która ma władzę. Śledczy zbiera informacje, przeprowadzając wywiady z najróżniejszymi osobami, które miały doświadczyć oddziaływania Matki Bożej w swym życiu.

## Postacie
Twórcy filmu przedstawili wywiady z następującymi ososbami:
- John Rick Miller, biznesmen z Londynu
- Amada Rosa Pérez, modelka z Bogoty
- Salvador Íñiguez, działacz społeczny z Guadalajary
- Francisco Verar, misjonarz z Panamy
- John Bruchalski, lekarz z Waszyngtonu
- Lola Falana, była artystka z Las Vegas
- Filka Mihalj z Mostaru
- Silvia Buso, uzdrowiona z Padwy
- widzący z Medziugorie